# Боким Вудбајн
Боким Вудбајн (енгл. Bokeem Woodbine; Харлем, Менхетн, 13. април 1973), амерички је позоришни, филмски и ТВ глумац.
Најпознатији је по улози Мајка Милигана у ТВ серији Фарго. Такође се појавио у филму Спајдермен: Повратак кући.